# Embernagra platensis olivascens
El verdón oliváceo (Embernagra platensis olivascens) es una subespecie de ave paseriforme de la familia Thraupidae. Es nativo del centro oeste de América del Sur.

## Distribución
Se distribuye desde el sureste de Bolivia al suroeste de Paraguay y  noroeste de Argentina.

## Taxonomía
El presente taxón ya fue considerado una especie separada, y posteriormente conespecífica con Embernagra platensis; en el año 2003 se propuso restablecerla como especie plena, pero la Propuesta N° 96 al Comité de Clasificación de Sudamérica (SACC) fue rechazada, argumentando la falta de evidencias de vocalizaciones y genéticas que complementen las diferencias morfológicas presentadas.